# إمبراطورية استعمارية

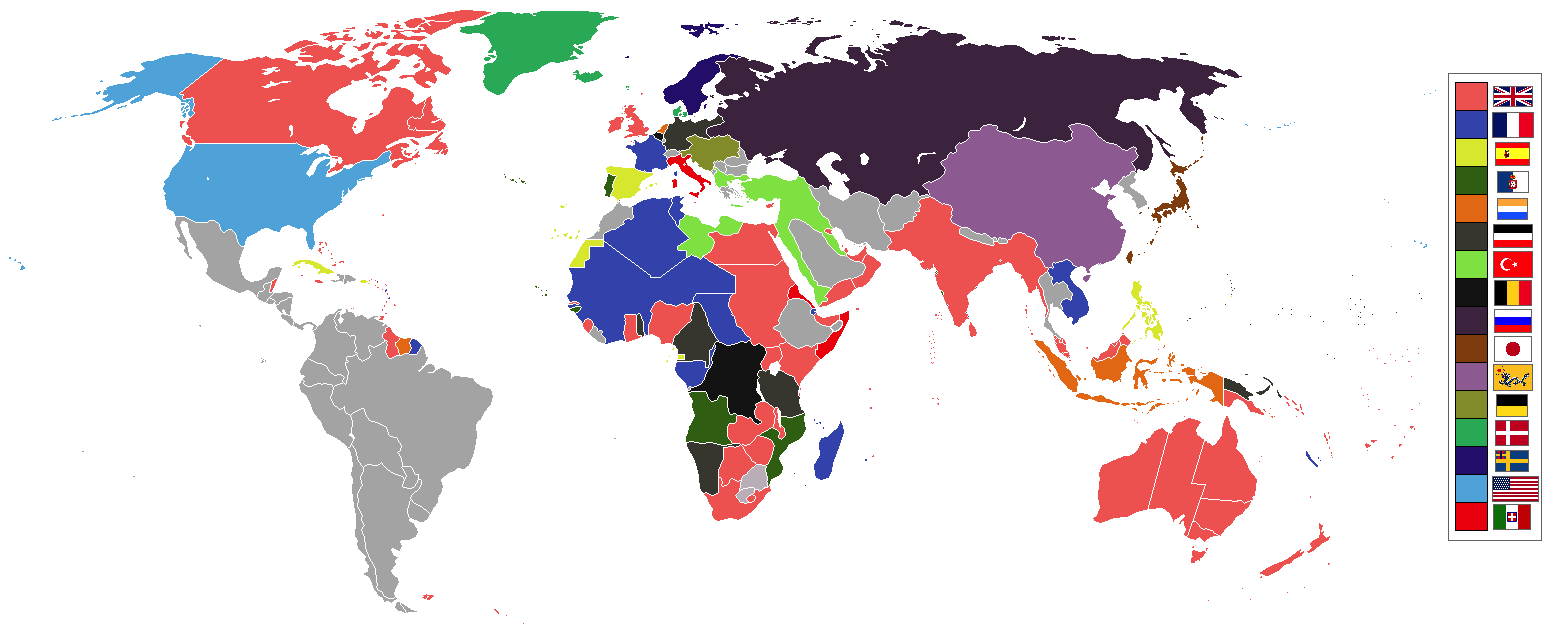
العالم 1898 أراضي الإمبراطوريات الاستعمارية

الإمبراطورية الاستعمارية، مجموعة من الأراضي (غالبًا تُدعى مستعمرات) إما أن تكون لصيقة مع الإمبراطورية المركز أو أن تكون ما وراء البحار، ويستوطنها سكان دولة معينة ذات سيادة وتحكمها تلك الدولة.
قبل توسع القوى الأوروبية الحديثة المبكرة، كانت إمبراطوريات أخرى قد غزت واستعمرت مجموعة من الأراضي، مثل الرومان في إيبيريا، أو الصينيين في ما هو الآن جنوب الصين. ظهرت الإمبراطوريات الاستعمارية الحديثة في البداية بسباق استكشاف أراضٍ جديدة بين القوتين البحريتين الأوروبيتين الأكثر تقدمًا آنذاك -البرتغال وإسبانيا- خلال القرن الخامس عشر. كانت التجارة الدافع الأول وراء هذه الإمبراطوريات البحرية المتناثرة، مدفوعةً بالأفكار الجديدة والرأسمالية التي انبثقت من عصر النهضة الأوروبية. عُقدت أيضًا اتفاقيات لتقسيم العالم بينهما في الأعوام 1479 و1493 و1494. وُلدت الإمبريالية الأوروبية نتيجة للمنافسة بين المسيحيين الأوروبيين والمسلمين العثمانيين الذين برزوا بسرعة في القرن الرابع عشر وأجبروا الإسبان والبرتغاليين على البحث عن طرق تجارية جديدة نحو الهند و-بدرجة أدنى- الصين.
على الرغم من وجود المستعمرات في العصور الكلاسيكية القديمة، بالأخص لدى الفينيقيين واليونانيين القدماء الذين استوطنوا العديد من الجزر والسواحل في البحر الأبيض المتوسط، كانت هذه المستعمرات مستقلة سياسيًا عن الدول-المدن التي نشأت منها، وبالتالي لم تمثل إمبراطورية استعمارية. تغير هذا النموذج في زمن المملكة البطلمية والإمبراطورية السلوقية والإمبراطورية الرومانية.

## الإمبراطوريات الاستعمارية الأوروبية
بدأت البرتغال إنشاء أول شبكة تجارة عالمية وواحدة من أول الإمبراطوريات الاستعمارية تحت قيادة هنري الملاح. توسعت الإمبراطورية ضمن عدد هائل من الأراضي الموزعة في مختلف أنحاء العالم (وخاصة في وقت واحد من القرن السادس عشر) والتي أصبحت الآن جزءًا من 60 دولة مختلفة ذات سيادة. سيطرت البرتغال في نهاية المطاف على البرازيل، وعلى أقاليم مثل -ما هي الآن- الأوروغواي وبعض موانئ الصيد في الشمال، وفي الأمريكتين: أنغولا وموزامبيق وغينيا البرتغالية وساو تومي وبرينسيبي (من بين أقاليم وقواعد أخرى)، وفي شمال أفريقيا وأفريقيا جنوب الصحراء: مدن أو حصون أو أقاليم، وفي جميع أنحاء شبه القارة الآسيوية: مسقط ومملكة هرمز والبحرين (من بين قواعد أخرى) وفي الخليج الفارسي: غوا ومومباي ودمن وديو (من بين مدن ساحلية أخرى) وفي الهند: سيلان البرتغالية؛ ملقا البرتغالية، وقواعد في جنوب شرق آسيا وأوقيانوسيا مثل ماكاسار، وجزيرة سولور، وجزر باندا، وجزيرة أمبون وغيرها في جزر الملوك، وتيمور البرتغالية؛ ومستودع البضائع في ماكاو البرتغالية ومستودع البضائع الحبيس دييما (ناغاساكي) في شرق آسيا من بين ممتلكات أخرى أصغر أو أقصر أمدًا.
خلال فترة العصر الذهبي الإسباني، استحوذت الإمبراطورية الإسبانية على المكسيك وأمريكا الجنوبية والفلبين وكامل جنوب إيطاليا ومساحة ممتدة من دوقية ميلانو إلى هولندا ولكسمبورغ وبلجيكا وأجزاء من بورغوندي والعديد من المستوطنات الاستعمارية في الأمريكتين وأفريقيا وآسيا. أما الممتلكات في أوروبا وأفريقيا والمحيط الأطلسي والأمريكتين والمحيط الهادئ وشرق آسيا فقد مكنت الإمبراطورية الإسبانية من تحقيق حضور عالمي. منذ العام 1580 حتى 1640، انصهرت الإمبراطورية البرتغالية والإمبراطورية الإسبانية ضمن اتحاد شخصي من ملوك هابسبورغ خلال فترة الاتحاد الإيبيري، ولكن مع المحافظة على إدارتهما المنفصلتان تحت أعلى مستوى من الحكومة.
شملت الإمبراطوريات الاستعمارية اللاحقة الإمبراطوريات الفرنسية والإنجليزية والهولندية واليابانية. بحلول منتصف القرن السابع عشر، أصبحت روسيا القيصرية -التي استمرت في وقت لاحق لتصبح الإمبراطورية الروسية والاتحاد السوفيتي- أكبر دولة متصلة جغرافيًا في العالم، والاتحاد الروسي الحديث مايزال كذلك حتى يومنا هذا. يوجد في روسيا اليوم تسع مناطق زمنية تمتد عبر نصف خطوط الطول في العالم تقريبًا.
أصبحت الإمبراطورية البريطانية، التي توطدت خلال فترة الهيمنة البحرية البريطانية في القرن 19، أكبر إمبراطورية في التاريخ بفضل تقنيات النقل المحسنة في ذلك الوقت. في ذروتها، غطت الإمبراطورية البريطانية ربع مساحة الأرض وشكلت ربع سكان العالم. خلال الإمبريالية الجديدة، بنت إيطاليا وألمانيا أيضًا  إمبراطورياتهما الاستعماريتان في أفريقيا.
ومن الجدير بالذكر أنه منذ القرن السادس عشر حتى القرن التاسع عشر، وُجدت أيضًا إمبراطوريات كبيرة غير أوروبية، أبرزها إمبراطورية تشينغ الصينية التي غزت منطقة ضخمة من شرق آسيا وداخلها، ودول عصر إمبراطوريات البارود الإسلامي، ومغول الهند، والإمبراطورية العثمانية في آسيا الصغرى وجنوب غرب أوروبا وإيران الصفوية. حل البريطانيون محل المغول في الهند، وبعد تمرد بوكسر في عام 1901، قدمت الصين الإمبراطورية تنازلات لحلف الأمم الثمانية (كافة القوى العظمى آنذاك). بحلول نهاية القرن العشرين، أُنهي استعمار معظم الإمبراطوريات الاستعمارية السابقة، ومع ذلك فإن الدول القومية الحديثة في روسيا والصين ورثت الكثير من أراضي إمبراطوريتي رومانوف وتشينغ على التوالي.